# KHBまつり
KHBまつり（ケイエイチビーまつり）は、宮城県仙台市に所在する東北地方におけるテレビ朝日系列の基幹局である東日本放送 (KHB) が、2007年（平成19年）から2015年（平成27年）まで仙台市都心部の勾当台公園で毎年開催されていた無料の屋外イベントである。

## 概要
東日本放送が1990年から行っている「グリーンキャンペーン」のPRを兼ねたファンの集いとして2007年9月1日に初めて開催された。勾当台公園の「にぎわいのゾーン」に位置する「市民広場」を会場とし、自社制作番組のブースや飲食ブースなどの各種ブース、同局のマスコットキャラクター「ぐりり」のブースなどを展開、ステージでは同局の人気番組『突撃!ナマイキTV』の出演者らによるトークショーのほか、キャラクターショー、地元ミュージシャンやゲストらによる音楽ライブなどが行われる。
2013年からは、勾当台通をはさんだ「いこいのゾーン」に位置する「いこいの広場」、「野外音楽堂」に会場を広げステージが増設されたほか、同局が主催しゴールデンウィーク期間中に台原森林公園で開催していた「KHBフリーマーケット」を同時開催し、多くの来場者を集めている。

### 年表
| 回 | 開催年 | 開催日  | イベント名                    | テーマ                  | 来場者数          | 備考                                       |
| -- | ------ | ------- | ----------------------------- | ----------------------- | ----------------- | ------------------------------------------ |
| 01 | 2007年 | 9月1日  | 2007 KHBまつり                |                         | 約1万1000人       | 月曜日開催                                 |
| 02 | 2008年 | 9月6日  | 2008 KHBまつり                |                         | 約3万1000人       |                                            |
| 03 | 2009年 | 9月5日  | 2009 KHBまつり                |                         |                   |                                            |
| 04 | 2010年 | 9月4日  | 開局35周年記念 2010 KHBまつり | いいことつなごう        | 約3万人           |                                            |
| 05 | 2011年 | 9月3日  | 2011 KHBまつり                | つなぐ！宮城のチカラ    | 約2万人           |                                            |
| 06 | 2012年 | 9月1日  | 2012 KHBまつり                |                         | 約1万5000人       |                                            |
| 07 | 2013年 | 8月31日 | 2013 KHBまつり                |                         | 約5万2500人       | KHBフリーマーケット併催                    |
| 08 | 2014年 | 9月6日  | 開局39周年記念 2014 KHBまつり | みんなにサンキュー!!!!! | 約3万9000人 4万人 | KHBフリーマーケット併催                    |
| 09 | 2015年 | 9月5日  | KHBまつり 2015                | 全力                    | 約2万5000人       | 開局40周年記念事業 KHBフリーマーケット併催 |

## おもな内容

### 2007年
- ステージ[4]
  - メインMC：本間秋彦
  - トークショー：突撃!ナマイキTV、裏影、るくなす、センダイガールズプロレスリング
  - ライブ・パフォーマンス：メリチョコ、みちのくYOSAKOI大漁連、navy&ivory、ティナ＆89ERSチアーズ[12]
- ブース：「ぐりり」との記念写真コーナー、路上パフォーマーのブース、地場産品直売コーナー、地震体験車「ぐらら」 ほか

### 2008年
- ステージ[5]
  - メインMC：本間秋彦
  - トークショー：突撃!ナマイキTV
  - 公開収録：『裏影祭』、裏影軍団、族-Yakara-、やまもとまさみ、パッション屋良、みっちー、TOZAWA、時東ぁみ
  - グリーンキャンペーンライブ：kumi、やなわらばー、C-C-B
  - 岩手・宮城内陸地震チャリティーオークション - 呼びかけに賛同した、稲垣潤一、うじきつよし、椎名誠、林隆三らが出品[13]。
- ブース：KHBグリーンキャンペーン、自社制作番組・デジタル中継車紹介 ほか

### 2009年
- ステージ
  - メインMC：本間秋彦
  - トークショー：突撃!ナマイキTV、ひるまにあん
  - グリーンキャンペーンライブ：kumi、やなわらばー、岡本真夜
- ブース：KHBグリーンキャンペーン、ぐりりショップ・ぐりりパーク、ポケモンフワフワ ほか

### 2010年
- ステージ[6]
  - メインMC：本間秋彦、佐藤千晶（KHBアナウンサー）
  - トークショー：突撃!ナマイキTV
  - グリーンキャンペーンライブ：奥華子、kumi、BEGIN
  - ヨーデルとアルプホルンの生演奏、宮城の地デジ推進大使（若月貴代（東日本放送）、安東理紗（東北放送）、安斎摩紀（ミヤギテレビ）、飯田菜奈（仙台放送）、谷地健吾（NHK仙台放送局））による地デジPR、ぐりり音楽会
- ブース：KHBグリーンキャンペーン、番組紹介、3Dテレビ体験、地デジ相談コーナー、お試しかっ! 「タカアンドトシ金箔像」ほか

### 2011年
- ステージ[3]
  - メインMC：本間秋彦、白澤奈緒子（KHBアナウンサー）
  - ライブ：Dorothy Little Happy、加賀谷はつみ、KAN
  - シージェッター海斗ショー
  - トークショー：突撃!ナマイキTV
  - 宮城のご当地キャラクター with ぐりり
- ブース：気仙沼市、女川町、石巻市、東松島市、亘理町、特産品ブース、地デジ相談、ぐりりグッズ販売、飲食ブース ほか
- KHBが放送した震災関連番組をまとめたパネル展示

### 2012年
- ステージ[7]
  - メインMC：本間秋彦
  - ライブ：佐伯ユウスケ、やなわらばー、松崎しげる
  - シージェッター海斗ショー
  - トークショー：突撃!ナマイキTV、とうほく元気です!TV
  - プレライブ：定禅寺ストリートジャズフェスティバル
- ブース：気仙沼市、女川町、石巻市、東松島市、亘理町、特産品ブース、地デジ相談、ぐりりグッズ販売、飲食ブース ほか

### 2013年
- 市民広場ステージ[8]
  - メインMC：本間秋彦
  - ライブ：Juliet、May J.、シシド・カフカ、DEEP
  - トークショー：突撃!ナマイキTV
  - 2014 ミス・ティーン・ジャパン東北大会
  - ブース：シルシルミシルさんデーお菓子-1グランプリお土産ショップ、復興支援番組『つなごう！宮城のチカラ』ブース、相棒取調室、自治体ブース ほか
- いこいの広場ステージ
  - トークショー：草野大輔（楽天イーグルス）、平瀬智行（ベガルタ仙台）
  - ライブ：姫carat （現:凸凹凸凹-ルリロリ-）、バクステ外神田一丁目、Dorothy Little Happy、ひまり、松本哲也、ニコラス・エドワーズ
  - ブース：ふわふわぐりり、ほか
- KHBフリーマーケット
- ぐりりーずカフェ

### 2014年
- まつりステージ（市民広場）[9]
  - メインMC：本間秋彦、若月貴代（KHBアナウンサー）
  - 『突撃！ナマイキTV』トークショー
  - 『三又ノ番組』公開収録
  - 生放送『宮城のチカラ〜みんなに39!!!!!〜』
  - MUSIC LIVE：キング・クリームソーダ、東京女子流、EDGE of LIFE、Ms.OOJA、MAX、根本要（from スターダスト☆レビュー）
  - 2015 ミス・ティーン・ジャパン東北大会、ゲスト：押切もえ
  - ブース：ぐりりショップ、出張！ナマなキッチン、美人時計 café&Bar、番組体験ブース ほか
- 野外音楽堂
  - ぐりりーずonステージ、あどばるーんコーナー
  - MUSIC LIVE：Happy Dance、La PomPon、バクステ外神田一丁目、ひまり、ニホンジン、パンダライオン、KG
- いこいの広場
  - ブース：サンキュー!!!!!ぐりりぱーく、地球にサンキュー!!!!!、ぐりり〜ずカフェ☆時々アナ、ぐりり〜ずdeあそぼ、ふわふわぐりり、ポケモンセンター出張所、icsca（イクスカ）ブース ほか
  - KHBフリーマーケット

### 2015年
- まつりステージ（市民広場エリア）[14]
  - メインMC：本間秋彦
  - 『突撃！ナマイキTV』全力ステージ：本間秋彦、ayumi shibata、ティーナ・カリーナ
  - 『ナマイキサタデー』イベント
  - 2016 ミス・ティーン・ジャパン東北大会[15]トークゲスト：押切もえ
  - MUSIC LIVE：Saku、花岡なつみ、植田真梨恵、新山詩織、吉澤嘉代子、Rihwa、EDGE of LIFE、ダイアモンド✡ユカイ
  - 番組体験ブース
    - 『新婚さんいらっしゃい!』なりきり♡フォトスポット、『クレヨンしんちゃん』アフレコ体験ブース
    - 『突撃!ナマイキTV』、『出張!ナマなキッチン』横須賀真奈美考案のトマタマーボー（トマト入りマーボー丼）を限定販売。
- 野外音楽堂
  - MC：あどばるーん
  - MUSIC LIVE：SENDAI Twinkle☆moon、わーすた、吉田凜音、La PomPon、アップアップガールズ（仮）
- 40ぱーく（円形公園）
  - ぐりり～ず劇場「ありがとうでおともだち」・「ボクたち、防災ぐりり〜ず」、マイメロディ&ぐりり40コラボステージ
- いこいの広場エリア
  - KHBフリーマーケットコーナー、ポケモンセンター出張所、ストライダー無料体験
  - ぐりりぱーく、ぐりり〜ずカフェ、出張！「ぐりりの森」、ふわふわぐりり、七ヶ宿町ブース、など

## 放送
開催日には特別番組が組まれ、会場からの生放送が行われるほか番組収録が行われる。

### 生放送
- 『KHBまつりへGO!』（2008年9月6日）[5]
- 『KHB開局35周年特別番組 宮城のチカラ いいことつなごう2時間SP』（2010年9月4日）[16]
  - MC：松本龍、若月貴代(KHBアナウンサー)
- 特別番組『宮城のチカラ〜つなぐことはつながること〜』（2013年8月31日）[8]
- 『宮城のチカラ〜みんなにサンキュー!!!!!〜』（2014年9月6日）[17]
  - メインMC：本間秋彦、若月貴代(KHBアナウンサー)
  - うたで伝えるありがとう大作戦：パンダライオン -「感謝のことば〜あなたに39〜」を初披露。
  - 39伝言板 〜みんなのサンキュー!!!!!〜
  - みやぎとKHBの39年
  - ライブ：東京女子流

## ギャラリー

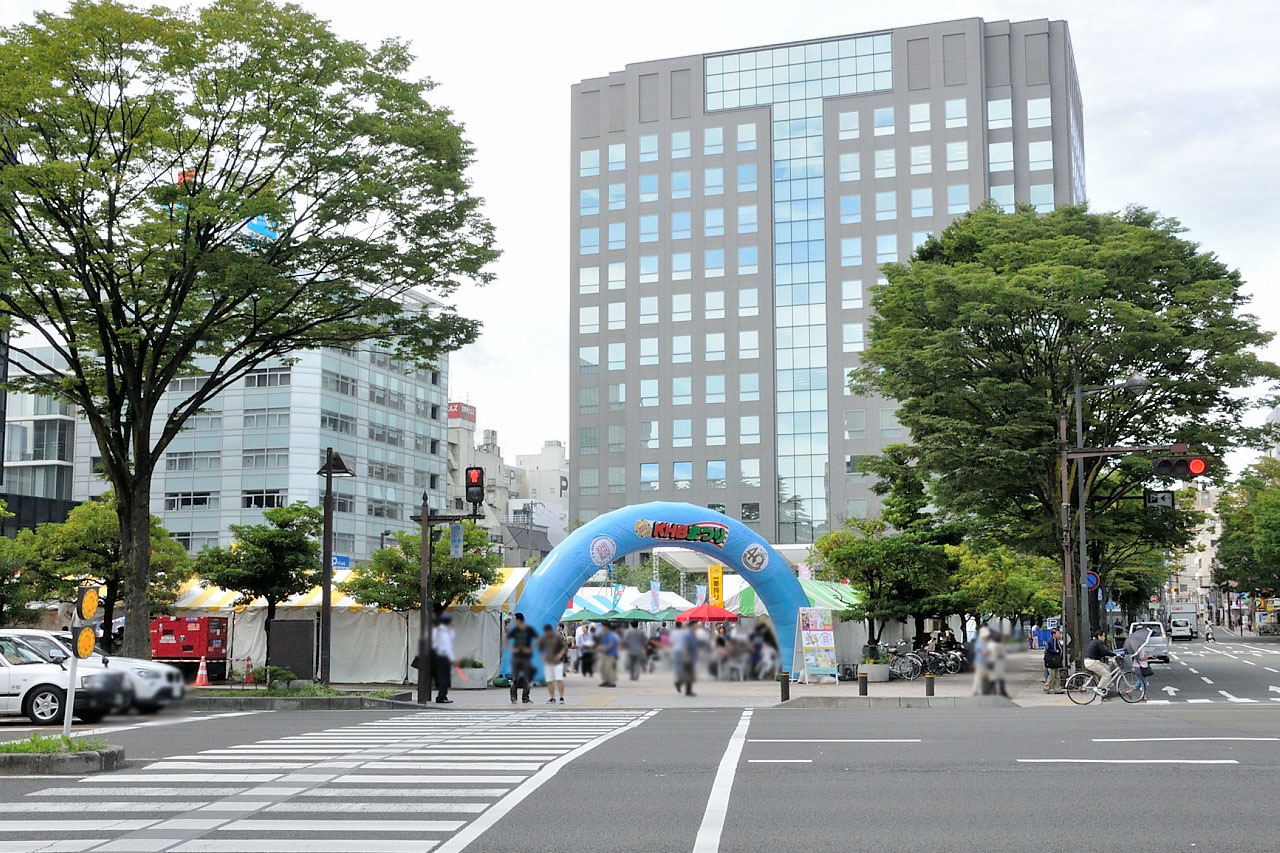
市民広場エリア
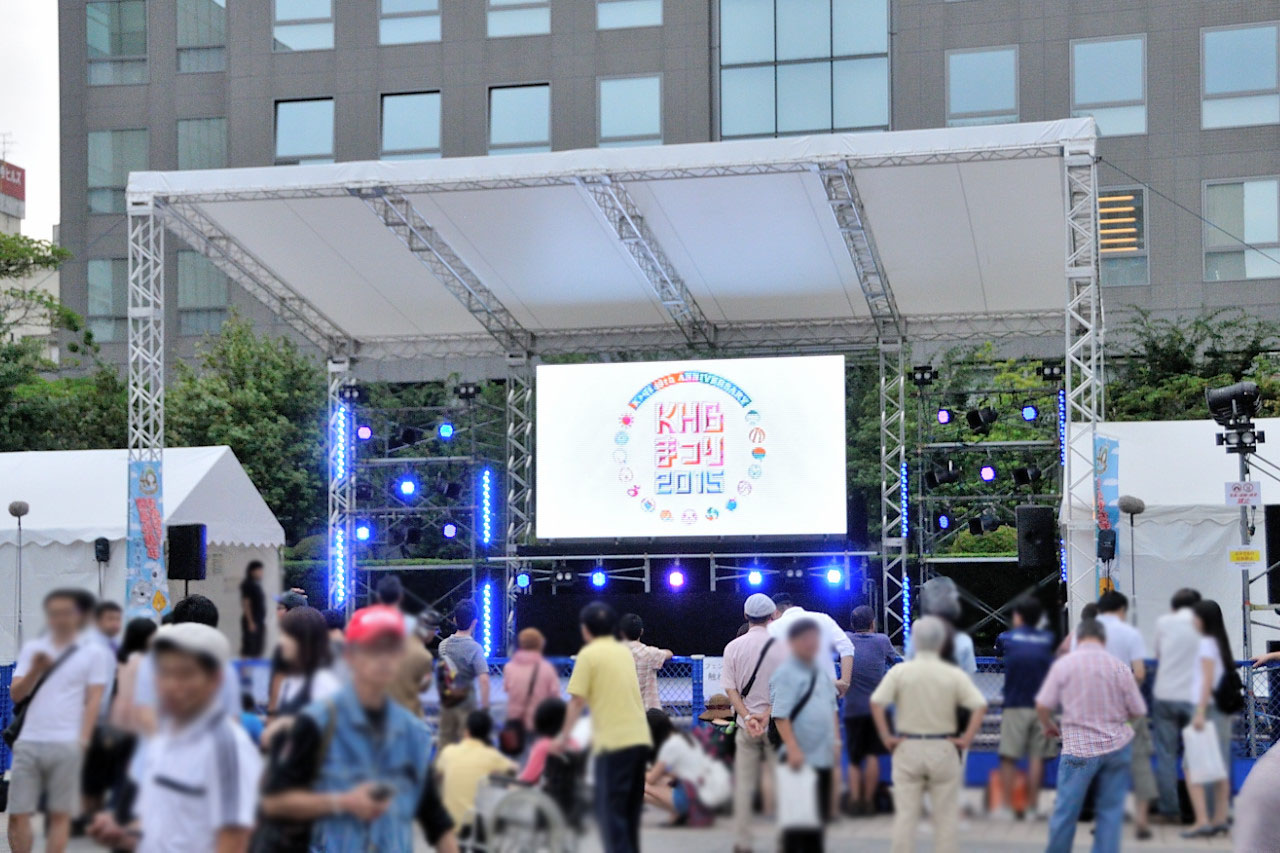
まつりステージ（市民広場）
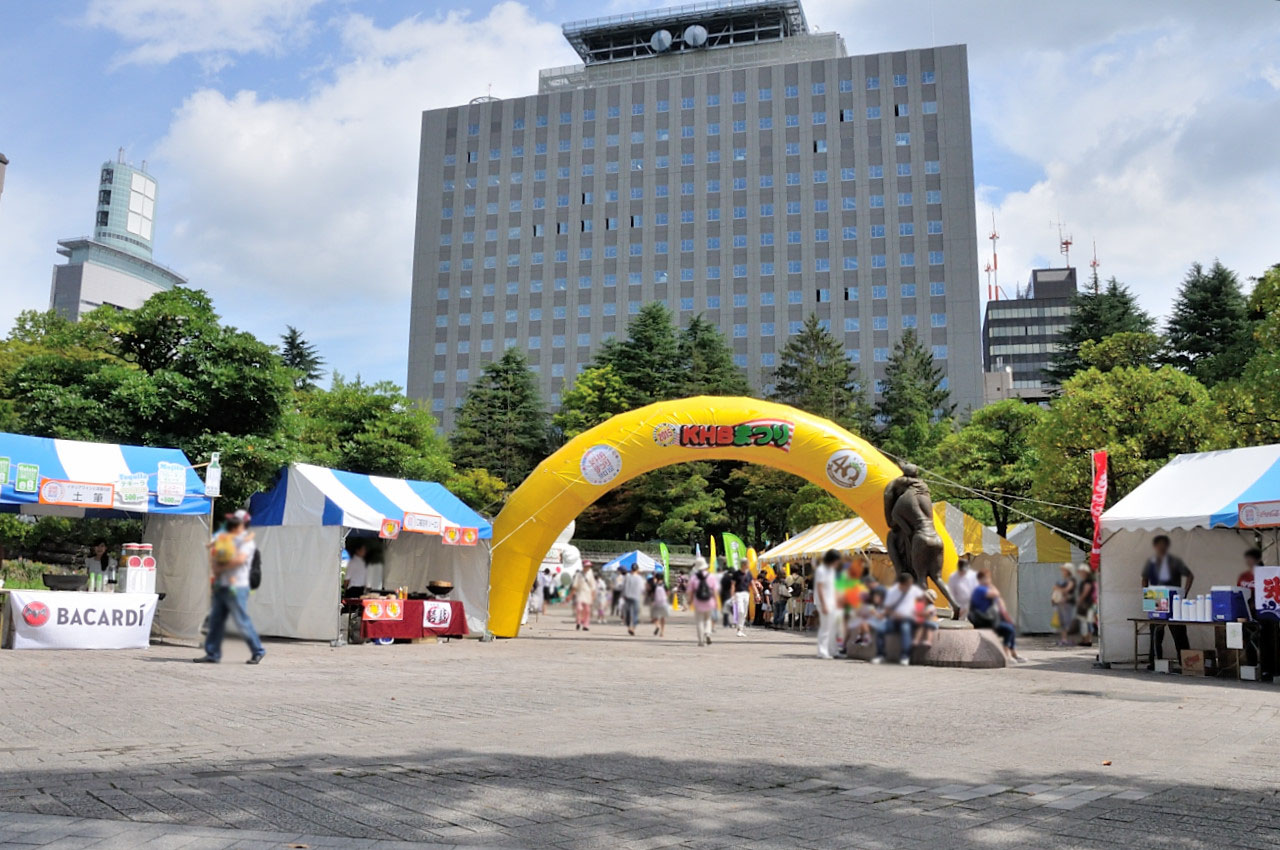
いこいの広場エリア
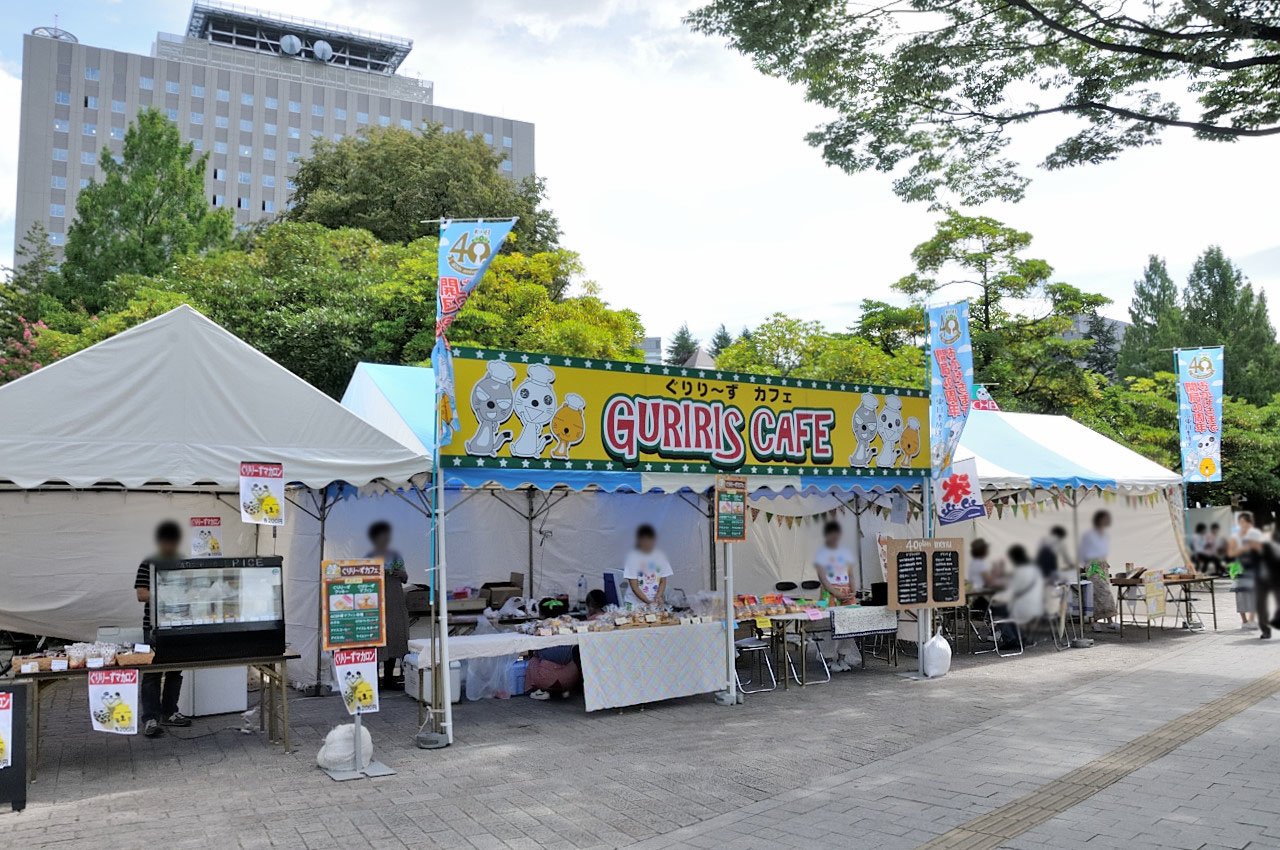
ぐりり〜ず カフェ
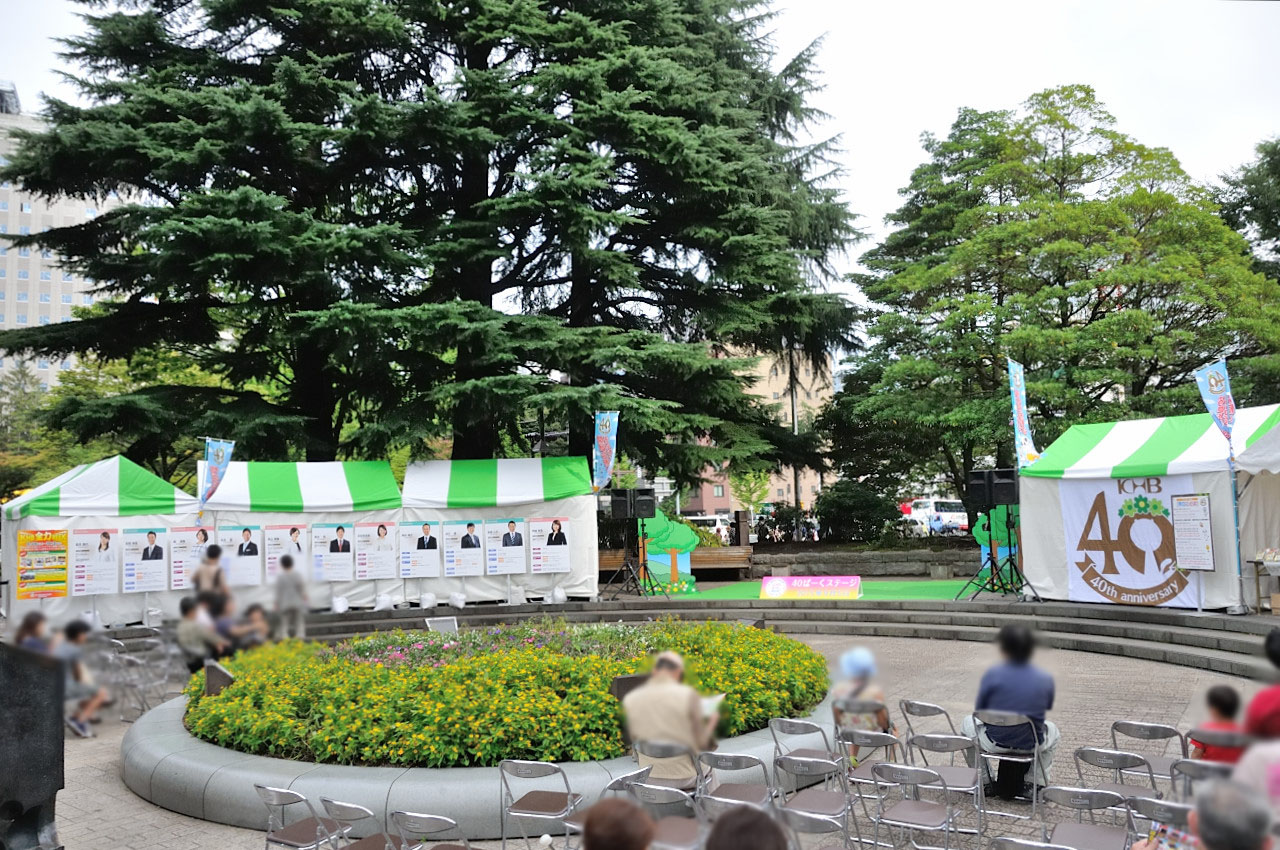
40ぱーく（円形公園）
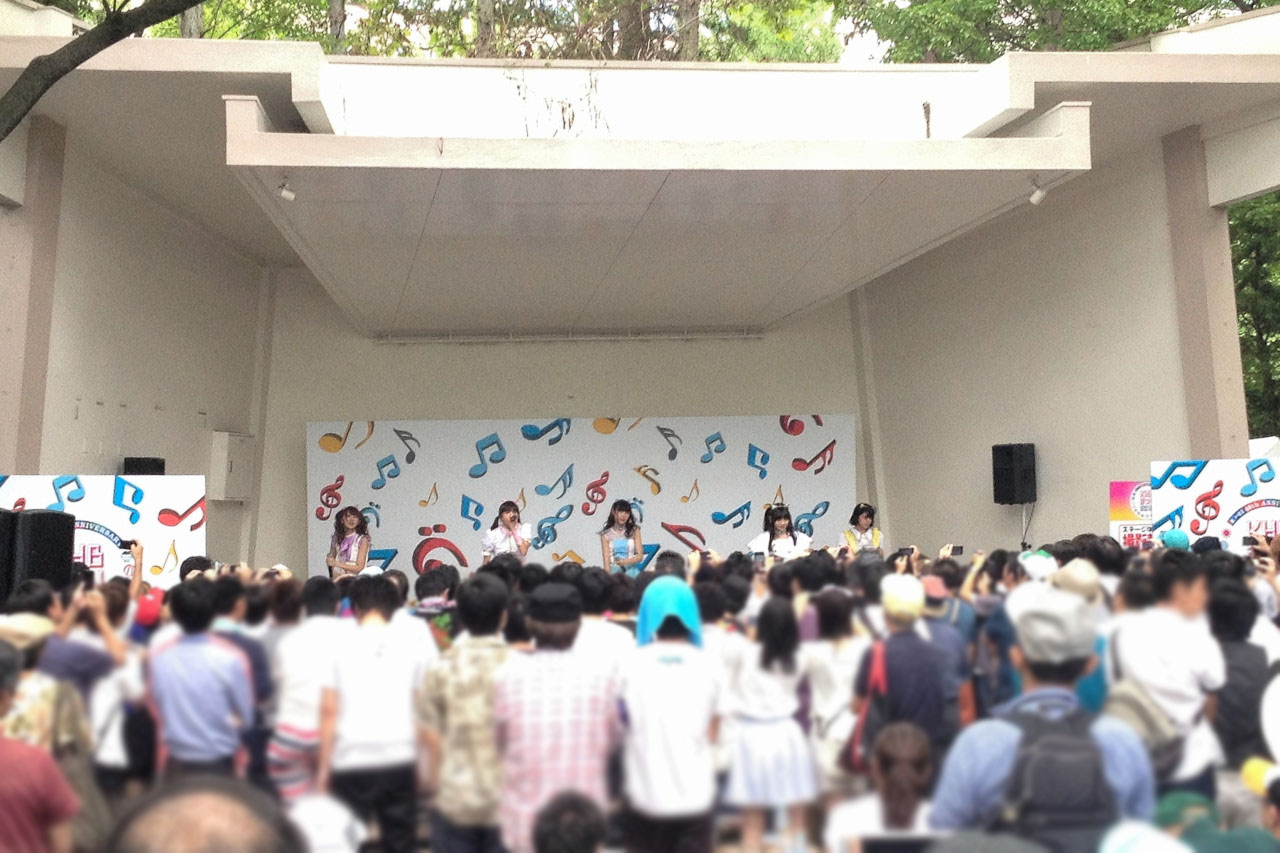
野外音楽堂[注 2]